# كلوديا هورنونغ
كلوديا هورنونغ (بالألمانية: Klaudia Hornung)‏ هي مجدفة ألمانية، ولدت في 23 يناير 1962 في فرانكفورت في ألمانيا.

## وصلات خارجية
- كلوديا هورنونغ على موقع الاتحاد الدولي للتجديف (الإنجليزية)
- كلوديا هورنونغ على موقع أوليمبيديا (الإنجليزية)